# Distrito de Alaska
El Distrito de Alaska fue la designación gubernamental para Alaska desde el 17 de mayo de 1884 hasta el 24 de agosto de 1912, cuando se convirtió en el Territorio de Alaska. Anteriormente se le conocía como Departamento de Alaska. En ese momento, los legisladores en Washington, D. C., estaban ocupados con problemas de reconstrucción posteriores a la Guerra Civil y tenían poco tiempo para dedicarse a Alaska. El general Jefferson C. Davis, un oficial del ejército de los Estados Unidos, fue nombrado primer comandante del Departamento de Alaska, que entre 1884 y 1912 pasó a llamarse Distrito de Alaska y fue nombrado gobierno civil por el presidente Chester A. Arthur con el paso de la Primera Ley Orgánica. Durante la era del Departamento, Alaska estuvo bajo la jurisdicción del Ejército de los Estados Unidos (hasta 1877), el Departamento del Tesoro de los Estados Unidos (desde 1877 hasta 1879) y la Marina de los Estados Unidos (desde 1879 hasta 1884), pero no tenía su propio gobierno.